# Аир обыкновенный
А́ир обыкнове́нный, или А́ир боло́тный, или А́ир тростнико́вый, или И́рный ко́рень (лат. Ácorus cálamus) — вид прибрежных, водных и болотных многолетних трав из монотипного семейства Аирные (Acoraceae), типовой вид рода Аир. Произрастает в Юго-Восточной Азии, Европе, Северной Америке, на территории России встречается в европейской части и от юга Сибири до Дальнего Востока.
Применяется в качестве пряно-ароматического растения как заменитель лаврового листа, корицы и имбиря, в медицине, пищевой промышленности.

## Название
Научное название вида буквально значит «аир тростниковый».
Слово «аир» заимствовано из греч. ἄκορος через тур. ağir с тем же значением.
Видовое название происходит из лат. calamus «камыш, тростник, стебель» < др.-греч. κάλαμος с тем же значением. Греческое слово восходит к пра-и.е. k̂ólhₓōm (род. п. k̂l̥hₓmós)(у Покорного: пра-и.е. *k̂olǝmo-s, k̂olǝmā), которое в других и-е языках дало: лат. culmus «стебель, соломина, солома», рус. солома (из праслав. *solma), др.-англ. healm (> англ. haulm) и др., с другим расширением корня: санскр. IAST: çalākas «стебель, колос». Слова со значением «трость для письма» во многих других языках были заимствованы непосредственно из (древне)греческого, напр. санскр. कलम IAST: kaláma или араб. قَلَم‎ (qálam). Исконным латинским словом для понятия «камыш, тростник» является (h)arundo.
Названия на других языках:
- на русском: аир, аир болотный, гавиар, игир, ир, ирный корень, касатик, касатник, косатик, лепёха, лепёшник, пищалка, татарский сабельник, татарское зелье, явр[9][10][11].
- на белорусском: я́ер[10], плюшнік, явар, аір, аер, ірны корань, шувар, ярай.
- на украинском: аїр[10], татарське зілля, лепеха, шувар.
- на английском: calamus, flagroot, myrtle-flag, sweet calamus, sweet-flag, sweetroot.
- на французском: acore calame, acore odorant, acore vrai.
- в других языках: немецкий — Kalmus, итальянский — calamo, испанский — cálamo aromático, calamís.
- на санскрите — vacha.

## Ботаническое описание
| |
| |
| |
| Аир обыкновенный. Ботаническая иллюстрация из книги О. В. Томе Flora von Deutschland, Österreich und der Schweiz, Гера, 1885 |

Многолетняя трава с прямостоячим, неветвистым, трёхгранным, острорёберным цветоносным стеблем, с желобком по одному ребру; в условиях европейской части России взрослые растения имеют высоту от 50 до 120 см.
Корневище сплюснуто-цилиндрическое, губчатое, толстое, горизонтальное, извилистое, ползучее, диаметром до 3 см, длиной до 1,5 м, снаружи буровато- или зеленовато-жёлтое, внутри белое с розовым оттенком, снизу усажено многочисленными шнуровидными корнями длиной до 50 см, расположенными в один ряд зигзагообразно, сверху покрыто остатками листовых влагалищ. Корневища расположены почти у поверхности почвы, реже на глубине до 10 см. Вкус корневища горько-жгучий, терпкий, пряный; запах сильный, приятно пряный.
Листья узколинейные, ярко-зелёные, мясистые, мечевидные, очерёдные, шириной 2—5 и длиной 60—120 см, с одной стороны желобчатые, с другой — с острым ребром, расположены отдельными пучками на верхушках и боковых ответвлениях корневищ. Стебель прямостоячий, неветвистый, зелёный, похожий на листья. Листья срастаются друг с другом, окружая главный стебель, так что соцветие как бы выходит из середины листа.

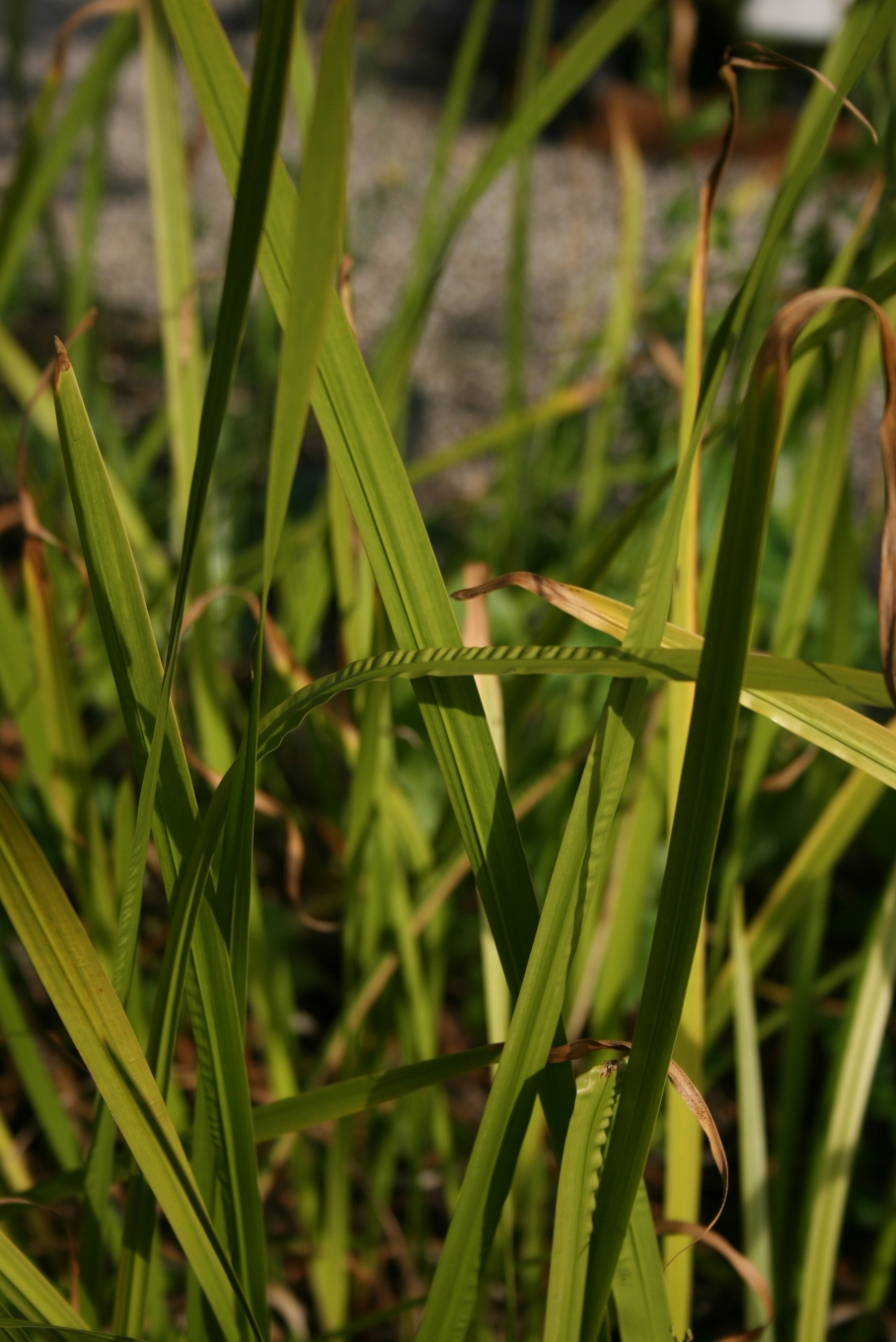
Листья аира обыкновенного. Оддер, Дания

Цветки обоеполые, мелкие, зеленовато-жёлтые. Околоцветник шестилистный, простой, правильный, невзрачный; листочки его плёнчатые, со слегка загнутыми внутрь верхушками. Цветки собраны в цилиндрически-конические початки длиной от 4 до 12 см и до 1 см в диаметре (при плодах — до 2 см); плотно прижаты друг к другу на мясистой оси початка. От основания початка отходит в виде чехла глубокожелобчатый зелёный, сходный с остальными листьями, длинный (до 50 см) кроющий лист (покрывало), являющийся как бы непосредственным продолжением цветочного стебля. Стебель с кроющим листом (покрывалом) примерно равен по высоте листьям. Завязь верхняя, трёхгнёздная, почти шестигранная. Тычинок шесть, они супротивны листочкам околоцветника; пестик один, рыльце сидячее. В цветках сначала созревают рыльца, а пыльники вскрываются только после того, как рыльца теряют способность воспринимать пыльцу. В европейской части России цветёт в июне — июле. Цветёт с конца мая до июля.
Формула цветка: {\displaystyle \ast P_{3+3}\;A_{6}\;G_{({\underline {3}})}}
Плоды — многосемянные кожистые, сухие (суховатые) продолговатые ягоды красного или зеленоватого цвета, снизу окружённые остатками околоцветника.
На территории России и Западной Европы этот вид размножается исключительно вегетативно — кусками ломкого корневища, которые образуются при ледоходе и разливах рек и плавают в воде, пока не прибьются к берегу и не прорастут. Растение здесь не плодоносит, поскольку является для этих регионов заносным, и насекомые, которые могли бы его опылять, отсутствуют. Согласно другой версии, отсутствие полового размножения в европейской популяции объясняется тем, что растения здесь являются триплоидными.

## Распространение и экология
Предполагаемая родина этого вида — Индия и Китай, но уже в древности с помощью человека растение распространилось во всей Азии.
Современный ареал вида чётко делится на четыре зоны:
- азиатскую — Индия и Юго-Восточная Азия;
- сибирскую — Уссурийский край, юг Сибири и Дальний Восток;
- европейскую — Европа и европейская часть России;
- американскую — Бразилия, США и южная часть Канады.

В России ареал аира разобщён. В европейской части встречается преимущественно на юге, проникая на север до южной части лесной зоны, доходя на восток до Волги; далее на востоке встречается в Сибири от Иртыша до берегов Тихого океана, достигая на севере центральной части Якутии.
На Ближнем Востоке аиром начали торговать примерно 4000 лет назад. С Востока в высушенном виде он попал в Древнюю Грецию и Древний Рим. В Средние века ароматный корень привозили через Турцию в Европу только в засахаренном виде как восточную сладость, и тайну этой «трости благовония» турки тщательно хранили. Всё же в 1574 году австрийскому послу в Турции удалось прислать К. Клузиусу, директору Венского ботанического сада, посылку с душистыми корневищами аира, годными для посадки. Оказалось, что для Восточной Европы это вовсе не экзотическое растение, а обычное, известное под названием «татарская трава» или «татарское зелье». С XVI века аир как лекарственное растение стали разводить в Западной Европе. В Северной Америке растение появилось в 1783 году.
Ныне растение культивируют в Западной Европе, Китае, Индии, Мьянме, Индонезии, Бразилии, на Украине и в Беларуси; массовые заготовки возможны также в Казахстане (в пойме Иртыша).
Распространение аира связывали с тем, что он растёт по берегам водоёмов, пригодных для питья, поэтому кочевники и торговцы, пересекая водные преграды, разбрасывали его корневища. В Россию растение завезли татары в XII—XIII веках. Они считали, что корни аира очищают водоёмы, и воду из таких водоёмов можно пить, не рискуя заболеть. Для этого татарские конники возили с собой кусочки живых корневищ и бросали их во все водоёмы, встречавшиеся на пути.
Аир растёт в мелководных местах, по берегам озёр, прудов и болот, тихих заводей и медленно текущих рек (с нейтральной реакцией воды, pH 6,8—7,2), в канавах, на заброшенных прибрежных, заболоченных лугах, на илистой, песчаной и торфянистой почве, часто образуя сплошные чистые заросли, иногда растёт вместе с тростником, хвощом приречным, осоками.

## Растительное сырьё

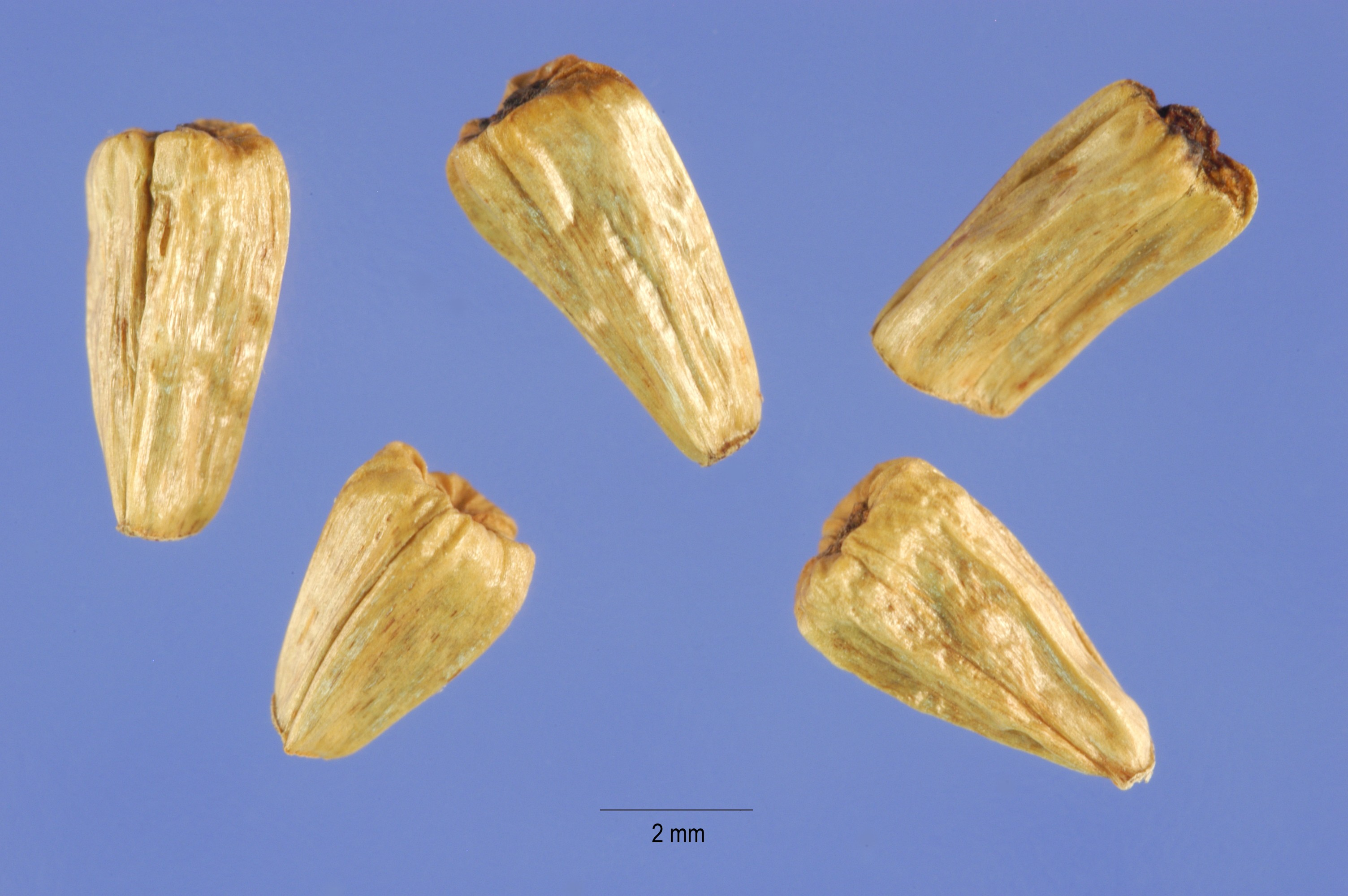
Семена

### Химический состав
В корневищах аира обыкновенного содержится около 5 % эфирного масла, в состав которого входит ряд сесквитерпенов — азарон, β-каламен (10 %), каламенон, каламендиол, изокаламендиол, сесквитерпеновый спирт каламеол, а также D-камфен (7 %), D-камфора (8,7 %), борнеол (3 %), эвгенол, метилэвгенол, кариофиллен, элемен, куркумен, проазулен, акорон, изоакорон, аколамон, каларен, неокарон, уксусная и валериановая кислоты, фитонциды и другие вещества. Содержание эфирного масла в диплоидных растениях составляет в среднем 2,2 %, в триплоидных — 3,1 %, в тетраплоидных — 6,8 %.
Масло аира обыкновенного — жёлтая или тёмно-коричневая жидкость приятного запаха и пряно-горького вкуса. Масло растворимо в 90-процентном спирте; получается перегонкой паром измельчённого сырья.
Основным компонентом эфирного масла является азарон, производное фенилпропана. Он существует в виде двух изомеров: β-азарона (цис) и α-азарона (транс), обычно их суммарное содержание в эфирном масле составляет около 10 %. Тем не менее эфирное масло отдельных разновидностей аира содержит до 75 % β-азарона. Масло, полученное из триплоидных и особенно тетраплоидных растений, содержит до 90 % β-азарона. Эфирное масло диплоидной разновидности Acorus calamus var. americanus Raf. практически лишено β-азарона.
Кроме эфирного масла, в корневищах аира найден специфический для растения горький гликозид акорин, горечь акоретин, а также гликозид люценион, алкалоид каламин, дубильные вещества — катехиновые таннины, смолы, слизь, акоровая кислота, аскорбиновая (до 150 мг%) и пальмитиновая кислоты, крахмал (до 20 %), холин, витамины, иод (1,2—1,9 мг%). Носителем запаха является азариновый альдегид.

### Фармакологические свойства
Содержащиеся в корневищах растения вещества, главным образом эфирное масло и горький гликозид акорин, воздействуя на окончания вкусовых рецепторов, повышают аппетит, улучшают пищеварение, усиливают выделение желудочного сока. Корневищам аира приписывают противовоспалительное, ранозаживляющее, болеутоляющее, успокаивающее действия. Аир тонизирует сердце, укрепляет сосуды мозга и тем самым улучшает память, усиливает зрение.
Экспериментально доказано, что препараты аира оказывают некоторое спазмолитическое действие и, за счёт содержания в корневищах растения терпеноидов (проазулен, азарон), обладают бактериостатическим и противовоспалительным свойствами. Галеновые формы аира благоприятно воздействуют на тонус жёлчного пузыря, повышают желчеотделение и диурез. Имеются данные об успокаивающем действии корневищ растения и о его слабом обезболивающем эффекте.

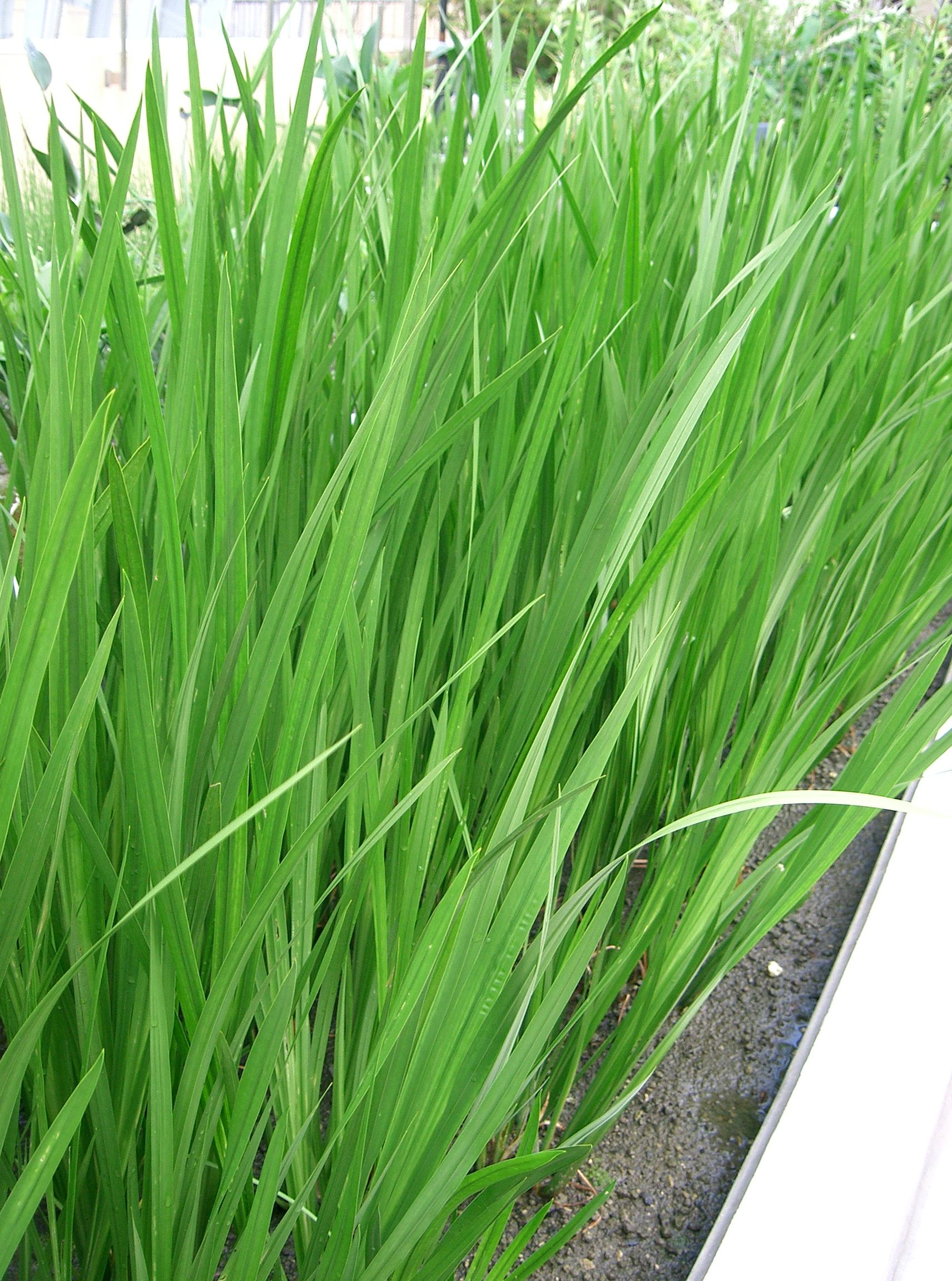
Молодые растения

### Сбор сырья
В лекарственных целях используются корневища аира (лат. Rhizoma Calami), которые заготавливают осенью — в начале зимы, когда понижается уровень воды, или весной. Выкапывают их лопатами или выбирают вилами, при массовом залегании выпахивают плугами.
Собранные корневища очищают от земли и моют в холодной воде, корни и листья обрезают, провяливают на воздухе несколько дней. После чего длинные корневища разрезают на куски длиной 15—20 см, толстые (свыше 3 см) расщепляют вдоль и сушат под навесом, разложив в один слой. Можно применять и тепловую сушку, но при температуре не выше 25—30 °C, так как эфирное масло, содержащееся в корневищах, при более высокой температуре улетучивается, в результате чего качество сырья снижается. Корневища, предназначенные для фармацевтических целей, перед сушкой очищают от наружной коры.
Из 1 т сырых корневищ выходит 250 кг сухих. Готовая продукция должна отвечать следующим основным требованиям: влажность не более 14 %, отсутствие гнилых и заплесневевших корневищ, органических примесей не свыше 1 %, минеральных не свыше 2 %, побуревших в изломе корневищ не свыше 5 %, золы не больше 6 %. Хорошо высушенные куски корневищ должны не гнуться, а ломаться. На изломе имеют беловато-розовый цвет (изредка с жёлтым или зеленоватым оттенком). Срок годности сырья два-три года.
Урожайность свежих корневищ 200—1200 г/м². Ежегодный прирост одного корневища 10—70 г.

## Значение и применение
Как пряное растение аир обыкновенный был известен ещё древним персам и евреям, а как лекарство — древнегреческим и древнеримским врачам.
Гиппократ писал о лекарствах из ирного корня (аира). Древнегреческий врач Диоскорид рекомендовал применять это растение при заболеваниях печени, селезёнки, дыхательных путей, а также как мочегонное и тонизирующее средство. Древнеримский учёный и врач Плиний Старший описал в своих трудах аир и лекарства из него. Авиценна рекомендовал его в качестве мочегонного средства, как очищающее при заболеваниях печени и желудка.
Заросли аира служат убежищем для водоплавающих птиц. Ондатры и выхухоли питаются корневищами, а утки — семенами (там, где они образуются и вызревают) аира обыкновенного.

### Применение в кулинарии
В качестве пряности высушенные корневища можно использовать вместо мускатного ореха, лаврового листа, имбиря и корицы.
Из него готовят чай, возбуждающий аппетит, уменьшающий изжогу и улучшающий деятельность жёлчного пузыря. В небольших количествах употребляют при приготовлении различных супов, бульонов, соусов, капусты, жареного мяса и картофеля, при консервировании рыбы, добавляется в компоты из яблок, груш и ревеня. Многие ценят это растение при приготовлении сладких блюд, фруктовых супов и фруктовых салатов, отдушке кондитерских изделий, хлеба. Корневище варят в сиропе, засахаривают для кондитерских изделий. Корневища и эфирное масло применяют при производстве различных напитков.
Из оснований листовых пластинок варят ароматное варенье.
В Турции засахаренные корневища аира обыкновенного — дорогое лакомство.
В Польше и Литве листья добавляют в тесто для придания хлебу аромата.
В Индии аиром приправляют мясо, птицу и рыбу.

### Применение в медицине
Корневища — лекарственное сырьё, включённое в I—XI издания российских фармакопей. Входит в состав препаратов викаир, викалин и олиметин.
В научной медицине спиртовые экстракты и эфирное масло используют для улучшения пищеварения и возбуждения аппетита, при желудочно-кишечных заболеваниях, при болезнях печени, жёлчного пузыря, селезёнки и почек, как отхаркивающее, тонизирующее и бактерицидное средство. Содержащиеся в корневищах аира вещества, в особенности горький гликозид акорин, повышают возбудимость к вкусовым раздражителям и усиливают рефлекторное отделение желудочного сока. Применяют также как составную часть сбора для детских ванн при рахите и диатезе. Отвары корневища применяют в качестве ароматической горечи для возбуждения аппетита и улучшения пищеварения, как тонизирующее при угнетении центральной нервной системы, иногда при болезнях почек, печени и мочевого пузыря. Применяют при желтухе, малярии, для полоскания полости рта, при зубной боли.
Настои и отвары эффективны при промывании гнойных ран и фурункулов.
Наиболее часто используют растение в составе комплексных лекарственных сборов (для возбуждения аппетита, желудочных и др.) и лечебных чаёв.

### Применение в народной медицине

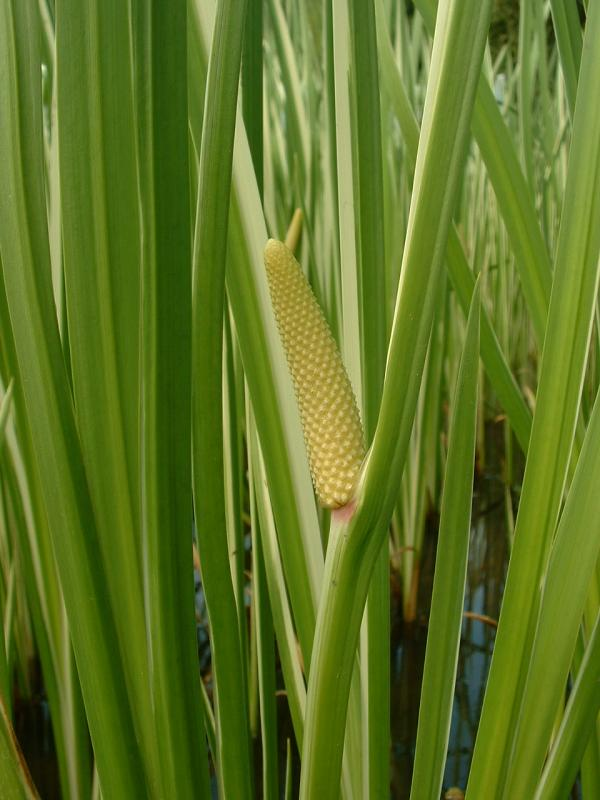
Соцветие

В корейской медицине — как тонизирующее и ароматическое желудочное средство, а также при дистонии, потере памяти, ослаблении зрения, хроническом гастрите, болях в животе, вспученности живота, снижении аппетита, несварении желудка, кардионеврозе, ревматическом артрите, а в виде порошка — при фурункулёзе и ссадинах.
В китайской медицине — при эпилепсии, ревматизме, как жаропонижающее и бактерицидное при холере; для улучшения и обострения слуха.
В индийской — как бактерицидное средство, убивающее туберкулёзные палочки.
В тибетской — как эффективное средство при язвах в горле и гастроэнтеритах.
В болгарской народной медицине — при малокровии, как средство, регулирующее менструации, при заболевании почек, печени и жёлчного пузыря, при истерии и желудочных коликах.
В европейской народной медицине диапазон применения препаратов аира обыкновенного очень широк:
- порошок из корневищ используют при изжоге, цинге, для заживления гноящихся ран, язв, при болях в суставах, водянке, простудных заболеваниях (мокротном удушье), воспалении почечных лоханок.
- жуют корневище при изжоге, зубной боли, для профилактики гриппа, укрепления дёсен, предохранения зубов от разрушения, при этом усиливается рвотный рефлекс, что раньше использовали желающие избавиться от привычки курения.
- отвары и настойки корневища применяют при артритах, болезнях печени, почек, желудочно-кишечного тракта и жёлчного пузыря, используют как болеутоляющее, ранозаживляющее и дезинфицирующее средство, бактерицидное средство для полоскания рта и укрепления волос, при изжоге, анемии, подагре, аллергии, рахите и малярии; как антисептическое и отхаркивающее средство при абсцессах и воспалении лёгких; болезнях нервной системы, сопровождающихся судорогами; при ревматизме натирают больные суставы; при женских заболеваниях делают спринцевания отваром или сидячие ванны.
- настой, отвар — при лихорадке (вместо коры хинного дерева), гриппе. Отвар с молоком дают детям при эпилепсии.
- сок — как средство, улучшающее зрение и память.

В прошлом корневища и мягкие сочные стебли аира обыкновенного жевали с профилактической целью во время эпидемий холеры, сыпного тифа, гриппа.

### Применение в садоводстве
Для декоративного садоводства был выведен ряд сортов, некоторые из них:
- Acorus calamus 'Albovariegatus'
- Acorus calamus 'Aureovariegatus'
- Acorus calamus 'Purpureus'
- Acorus calamus 'Variegatus' — растение с полосатыми листьями; весной цвет полосок розовый, затем становится кремовым. Этот культивар также используют при создании бонсай в качестве сопутствующего растения[29].

Растение обладает инсектицидным действием, что позволяет использовать его для декорирования искусственных водоёмов.
Агротехника
Растение хорошо растёт в любых болотистых местах, на мелководье по краям прудов, не требуя каких-либо особых условий. Размножение — путём деления. Морозоустойчивость очень высокая. Иногда возникает необходимость в проведении специальных мероприятий по недопущению сильного распространения растения.

### Прочее применение
В некоторых местностях листья растения вносят в дом для аромата и борьбы с различными насекомыми. Душистыми листьями аира устилают полы, украшают стены помещений.
В Китае каждый год пятого числа пятого месяца пучки листьев этого растения кладут возле кроватей, а ветки и куски корневища помещают возле дверей и окон. Это, по мнению китайцев, отпугивает всякое зло, которое может попасть в дом.
Корневища используют для обмываний и ванн. Корневища также служат для заклёпки кадок и для получения крахмала.
Эфирное масло корневищ аира применяется в парфюмерной (для ароматизации туалетного мыла, пудры, зубных эликсиров, порошков и паст, кремов и разных помад), ликёро-водочной (для приготовления горьких водок, ликёров, пива, фруктовых эссенций) и рыбной промышленности (для придания рыбе приятного аромата и слегка горьковатого привкуса), кулинарном и кондитерском производстве.
В ветеринарии корневища аира в виде порошков, болюсов, кашек, отваров и микстур применяются как ароматическая горечь для возбуждения аппетита и улучшения пищеварения домашних животных.
Корневища использовали для дубления кож.
Аир обыкновенный — очень ценное кормовое растение. Его с большим удовольствием поедают различные животные — ондатра, водяная крыса, европейский лось (Alces alces Linnaeus), а также водоплавающая птица.

## Аир обыкновенный в культуре
Аир долгое время был символом мужской любви (хотя, по-видимому, это название относислось к дургому растению — ирису ложноаировому). Это связано с древнегреческим мифом о Каламосе, сыне бога реки Меандр, который полюбил Карпоса, сына бога ветра Зефира и нимфы Хлориды. Когда Карпос утонул, Калам превратился в тростник, чей шелест на ветру был плачем по возлюбленному.
Уолт Уитмен в сборник стихов «Листья травы» (1860 год) включил цикл «Аир благовонный». Аир, обладающий стойким ароматным запахом, символизирует в «Листьях травы» постоянство и жизненную силу. Эти стихотворения стали одним из ярких памятников гомосексуальной поэзии.
В Японии это растение из-за своих мечевидных листьев считается символом храбрости самурая. Кроме того, легендарный японский меч Кусанаги-но цуруги напоминал это растение.

## Классификация

### Таксономическое положение
Об истории классификации см. также: Аироцветные
Аир обыкновенный входит в род Аир монотипного семейства Аирные монотипного порядка Аироцветные
|                     |                                      |                  |                                   |         |  |  |  |  |                      |  | ещё пять видов, из которых наиболее известен Аир злаковый |
|                     |                                      |                  |                                   |         |  |  |  |  |                      |  |                                                           |
| порядок Аироцветные |                                      | семейство Аирные |                                   | род Аир |  |  |  |  |                      |  |                                                           |
| порядок Аироцветные |                                      |                  |                                   | род Аир |  |  |  |  |                      |  |                                                           |
|                     | отдел Цветковые, или Покрытосеменные |                  |                                   |         |  |  |  |  | вид Аир обыкновенный |  |                                                           |
|                     | отдел Цветковые, или Покрытосеменные |                  |                                   |         |  |  |  |  | вид Аир обыкновенный |  |                                                           |
|                     |                                      |                  | ещё 44 порядка цветковых растений |         |  |  |  |  |                      |  |                                                           |
|                     |                                      |                  |                                   |         |  |  |  |  |                      |  |                                                           |

### Разновидности
Различают несколько разновидностей аира обыкновенного:
- Acorus calamus var. americanus Raf. — диплоидные растения, распространённые в Северной Америке, Восточной Европе и Азии;
- Acorus calamus var. angustatus Besser — тетраплоидные растения, встречаются в Восточной Азии, России, Казахстане, Восточной Сибири, на Дальнем Востоке, в Китае, Японии и на Тайване;
- Acorus calamus L. var. calamus — триплоидные стерильные растения, распространившиеся из Азии и расселившиеся во многих районах Европы.